# Społeczna gospodarka rynkowa

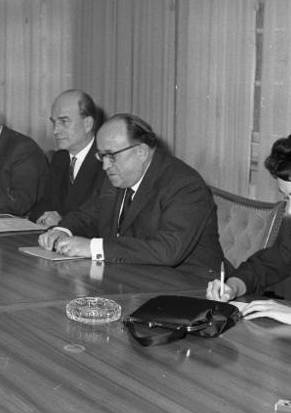
Alfred Müller-Armack, autor pojęcia „społeczna gospodarka rynkowa”

Społeczna gospodarka rynkowa – forma gospodarki, która rozwinęła się w Niemczech Zachodnich po II wojnie światowej i w założeniu stanowi połączenie gospodarki rynkowej i dużego zabezpieczenia socjalnego pracowników. Według tej koncepcji polityka gospodarcza powinna służyć realizacji celów o charakterze ogólnospołecznym oraz zagwarantować zabezpieczenia socjalne, tak aby zmniejszyć ryzyko utraty środków do życia przez obywateli. Bezpośrednim celem społecznej gospodarki rynkowej jest zapewnienie pełnego zatrudnienia, wspieranie regionalnej mobilności siły roboczej (walka z bezrobociem strukturalnym), ochrona pracy przez regulacje stosunku pracy między pracodawcą a pracownikiem, poprawa na rzecz sprawiedliwego podziału dochodu narodowego, przy jednoczesnej dbałości o wzrost wydajności w gospodarce.
Jednymi z wielu instrumentów, jakim posługuje się państwo w tej gospodarce są: ustalanie płacy minimalnej, stosunkowo wysokich podatków przy zapewnieniu całościowej ochrony socjalnej (ubezpieczenie społeczne, zwrot kosztów leczenia itd.), niskich cen na artykuły pierwszej potrzeby (polityka subwencji wobec producenta), wspieranie kupowania przez pracowników udziałów w przedsiębiorstwach, w których pracują, a także rozwijanie szkolnictwa publicznego na wysokim poziomie. Jak to często ujmują zwolennicy społecznej gospodarki rynkowej, celem jest to, aby „na bazie gospodarki konkurencyjnej powiązać wolną inicjatywę z – zabezpieczonym już przez osiągnięcie gospodarki rynkowej – postępem socjalnym”.
Zasady społecznej gospodarki rynkowej zapisane są w art. 20 Konstytucji Rzeczypospolitej Polskiej: „Społeczna gospodarka rynkowa oparta na wolności działalności gospodarczej, własności prywatnej oraz solidarności, dialogu i współpracy partnerów społecznych stanowi podstawę ustroju gospodarczego Rzeczypospolitej Polskiej”.

## Geneza

### Teoria Armacka
Przyjmuje się niemal powszechnie, że autorem tego określenia jest Alfred Müller-Armack (profesor ekonomii na Uniwersytecie w Münsterze). W grudniu 1946 r. Alfred Mueller-Armack opublikował pracę Wirtschaftslenkung und Marktwirtschaft, czyli „Kierowanie gospodarką a gospodarka rynkowa”, w której do określenia optymalnego modelu społeczno-gospodarczego posłużył się sformułowaniem freie oder soziale Marktwirtschaft („wolna, czyli społeczna gospodarka rynkowa”). W pracy tej wyróżnił trzy porządki polityczno-gospodarcze: liberalna gospodarka rynkowa, centralnie kierowana gospodarka planowa, oraz kształtowana, socjalna gospodarka rynkowa (społeczna gospodarka rynkowa).
W formule Mülller-Armacka freie oder soziale Marktwirtschaft nie zawarte jest przeciwstawienie gospodarki „społecznej” gospodarce „wolnej”. Wydaje się, że chodziło raczej o zwrócenie uwagi na to, że gospodarka jest wolna wówczas, gdy jest społeczna w tym sensie, że jest niezależna od szczegółowych decyzji państwa, a oddana w ręce społeczeństwa. Według tej koncepcji rola państwa ma głównie polegać na stanowczym przeciwdziałaniu monopolom, dbałości o środowisko naturalne, nadrzędności „całościowej polityki kształtowania warunków instytucjonalnych i monetarnych sprzyjających prywatnej inicjatywie i konkurencyjnego rynku”, oraz dominacji „rozwoju nad redystrybucją”. Alfred Müller-Armack określał społeczna gospodarkę rynkową w sposób nietypowy dla ekonomisty, mianem „formuły pokoju”, oraz jako „syntezę wolności gospodarczej i równości społecznej”.

### Rola ordoliberałów
Idea społecznej gospodarki rynkowej ma swoje korzenie w teoretycznych dokonaniach tzw. szkoły fryburskiej (nazwa ta pochodzi od założonego przez Waltera Euckena w 1932 we Fryburgu Wspólnoty Badawczo-Naukowej Prawników i Ekonomistów). Rynek w ujęciu jej przedstawicieli jest instytucją społeczną, istniejącą w otoczeniu społeczno-kulturowym oraz instytucjonalno-prawnym, które „porządkuje” działanie mechanizmów wolnorynkowych. Stąd przedstawicieli tej szkoły określa się czasem mianem ordoliberałów. Głównym jej reprezentantem był właśnie Walter Eucken, który prowadząc badania porównawcze różnych systemów gospodarczych, stwierdził, że różnice między nimi mają w znacznej mierze podłoże społeczno-kulturowe. To spostrzeżenie pozwoliło rozumieć rynek nie tylko jako instytucję naturalną, poddaną „ślepej grze sił ekonomicznych”, ale jako na instytucję społeczną, teren racjonalnej działalności człowieka. To właśnie dzięki odroliberałom, w ramach społecznej gospodarki rynkowej, rynek ujmowano jako potężne narzędzie służące dobru wspólnemu.
Przykładem takiego rozumienia rynku była twórczość innego przedstawiciela tej szkoły, Wilhelma Röpke, w szczególności zaś jego koncepcja deproletaryzacji mas przez upowszechnienie własności (koncepcji zbieżnej z postulatami Piusa XI z ogłoszonej w 1931 roku encykliki Quadragesimo anno). Inny ordoliberał, Aleksander Rostow, przestrzegał przed niebezpieczeństwem arbitralnych ingerencji w rynek ze strony państwa, jednakże przyznawał on państwu prawo do tzw. interwencji liberalnej. Optymalnym systemem gospodarczym był według niego „system zorganizowanej konkurencji”, który zabezpiecza swobodę wyboru konsumentów oraz inicjatywę producentów.

## Związki z polityką niemiecką
W opinii wielu ekonomistów i polityków (m.in. twórcy tzw. niemieckiego cudu gospodarczego Ludwiga Erharda) określenie „socjalna gospodarka rynkowa” jest tautologią – według nich między rynkiem i sprawiedliwością socjalną nie ma sprzeczności. Erhard używał określenia „socjalny liberalizm”, po raz pierwszy na określenie niemieckiego modelu gospodarki rynkowej określenie „socjalna gospodarka rynkowa” użył podczas wyborów do Bundestagu w lipcu 1949. W opinii Erharda: „Społeczna gospodarka rynkowa jest syntezą wolności gospodarczej, odpowiedzialności podmiotów gospodarczych i równości społecznej.” Dla Erharda istniała funkcjonalna sprzeczność pomiędzy wolnością gospodarczą a równością oraz tradycyjnie interpretowaną sprawiedliwością społeczną, ale podkreślał on znaczenie odpowiedzialności jako „odwrotnej strony” wolności jednostki. Twórca tego określenia, Alfred Mülller-Armack, stwierdził nawet, że Erhard (i inni przywódcy chadeckiej partii CDU: Franz Etzel, Franz Böhm, Bernd Pfister) przyjęli to określenie ze względów taktycznych, by stworzyć przeciwwagę dla dominującego w Niemczech w tamtym okresie nurtu socjalistycznego.
Społeczna gospodarka rynkowa, jako koncepcja rozwoju społeczno-gospodarczego, jest powiązana z chrześcijańską demokracją, silnym niemieckim ruchem politycznym. W latach 50. i 60. XX wieku w Niemczech Zachodnich koncepcja ta stała się częścią programu partii chadeckiej (CDU). Walter Eucken i Ludwig Erhard byli przeciwni rozwiniętemu państwu opiekuńczemu i w istocie szeroko rozbudowane świadczenia socjalne pojawiły się w Niemczech znacznie później, w końcu lat 60. i w latach 70. XX wieku, w zasadzie już po tzw. „cudzie gospodarczym”.

## Komentarze w latach 90.
Jan Paweł II ogłosił w 1991 roku encyklikę Centesimus annus, w której odnosi się do różnych modeli społeczno-gospodarczych, będących po drugiej wojnie światowej alternatywą dla kolektywnego socjalizmu. Stwierdził tam m.in.:

W niektórych krajach i w pewnych dziedzinach podjęto konstruktywny wysiłek odbudowy po zniszczeniach wojennych społeczeństwa demokratycznego, rządzącego się sprawiedliwością społeczną, która pozbawia komunizm rewolucyjnego potencjału w postaci wyzyskiwanych i uciskanych rzesz ludzkich. Próby te polegają zwykle na staraniach o utrzymanie mechanizmów wolnego rynku, zapewnienie – poprzez stabilność pieniądza i pewność stosunków społecznych – warunków stałego i zdrowego rozwoju gospodarczego, który ludziom pozwala własną pracą budować lepszą przyszłość dla siebie i dla swych dzieci. Równocześnie kraje te starają się o to, by mechanizmy rynkowe nie stały się jedynym punktem odniesienia dla życia społeczeństwa i dążą do poddania ich kontroli społecznej, która by urzeczywistniała zasadę powszechnego przeznaczenia dóbr ziemi. Stosunkowo liczne możliwości pracy, istnienie solidnego systemu ubezpieczeń społecznych i przysposobienia zawodowego, wolność zrzeszania się oraz skuteczna działalność związków zawodowych, zabezpieczenie w przypadku bezrobocia, środki zapewniające demokratyczny udział w życiu społecznym w tym kontekście sprawiają, że praca przestaje być «towarem», i zapewniają godne jej wykonywanie

Leszek Balcerowicz, współtwórca polskich reform, w opublikowanej w 1995 roku książce Wolność i rozwój napisał: „Termin ‘społeczna gospodarka rynkowa’ zrobił w Polsce w ostatnich latach wielką karierę w debatach o gospodarce. Obawiam się jednak, że tej popularności nie towarzyszy zrozumienie, skąd się on wziął i co pierwotnie oznaczał. Słowo ‘społeczna’ wywołuje natomiast zapewne emocjonalne przeświadczenie, że chodzi o zasadniczo odmienny, a przez to lepszy, typ gospodarki niż wolnorynkowy kapitalizm”.

## „Trzecia droga”
Wielu polityków i ekonomistów traktuje społeczną gospodarkę rynkową jako swego rodzaju „trzecią drogę”, jako formę lepszego kapitalizmu i lepszego socjalizmu. Społeczna gospodarka rynkowa to jednak idea bazująca na zasadach wolnego rynku, czyli na teorii liberalnej, a nie interwencjonistycznej, czyli zakładającej ingerencje państwa w rynek. Jak wspomniano, przymiotnik „społeczna” w odniesieniu do gospodarki rynkowej oznacza, że w przypadku występowania nieprawidłowości w jej funkcjonowaniu, trzeba próbować włączać w rynek te warstwy społeczne, które są z niego eliminowane, czyli zintegrować je z rynkiem, ale przy zastosowaniu mechanizmów rynkowych, a nie prostych, bezwarunkowych dotacji, zasiłków itp. Przekonanie, że społeczna gospodarka rynkowa ogranicza rynek, jest ich zdaniem błędne. Przeciwnie, właściwie realizowane i pojmowane idee społecznej gospodarki rynkowej umacniają go. Cała ta koncepcja jest ukierunkowana na umiejętne przedsięwzięcia, pozwalające na przysposobienie tych warstw, grup społecznych, które stają się ofiarami i są „wykluczone” ze sprawnego funkcjonowania rynku.
Idea „trzeciej drogi” została przedstawiona w manifeście opublikowanym w 1999 r. przez premiera Wielkiej Brytanii Tony'ego Blaira i kanclerza Niemiec Gerharda Schrödera pt. Europe: The Third Way/Die Neue Mitte (Europa: Trzecia Droga/Nowy Środek). Ideologiem tej koncepcji był Anthony Giddens, który w opublikowanej rok wcześniej książce, Third way. The Renewal of Social Democracy napisał:

Polityka Trzeciej Drogi zmierza ku nowemu mieszanemu systemowi gospodarczemu. Istniały dwa warianty starego mieszanego systemu gospodarczego. Pierwszy oznaczał oddzielenie sektora państwowego od prywatnego, ale z pozostawieniem sporej części przemysłu w rękach publicznych. Drugi – to społeczna gospodarka rynkowa. W obu wersjach rynki są w dużej mierze podporządkowane państwu. Natomiast nowy mieszany system gospodarczy dąży do tego, by sektor publiczny i prywatny wzajemnie się wzmacniały, żeby została wykorzystana dynamika rynków – ale bez utraty z pola widzenia interesu publicznego. Chodzi więc o wyważenie proporcji między regulacją a deregulacją na poziomie zarówno ponadnarodowym, jak też państwowym i lokalnym oraz o równowagę pierwiastków ekonomicznych i nieekonomicznych w życiu społeczeństw.

Tuż po opublikowaniu manifestu przez Tony'ego Blaira i Gerharda Schrödera, politolog i socjolog Ralf Dahrendorf opublikował krytyczny esej pod tytułem Kwadratura Trzeciej Drogi. Ludwig von Mises przestrzegał już w 1950 roku, że „Polityka trzeciej drogi prowadzi do socjalizmu”.